# Ronald Lacey

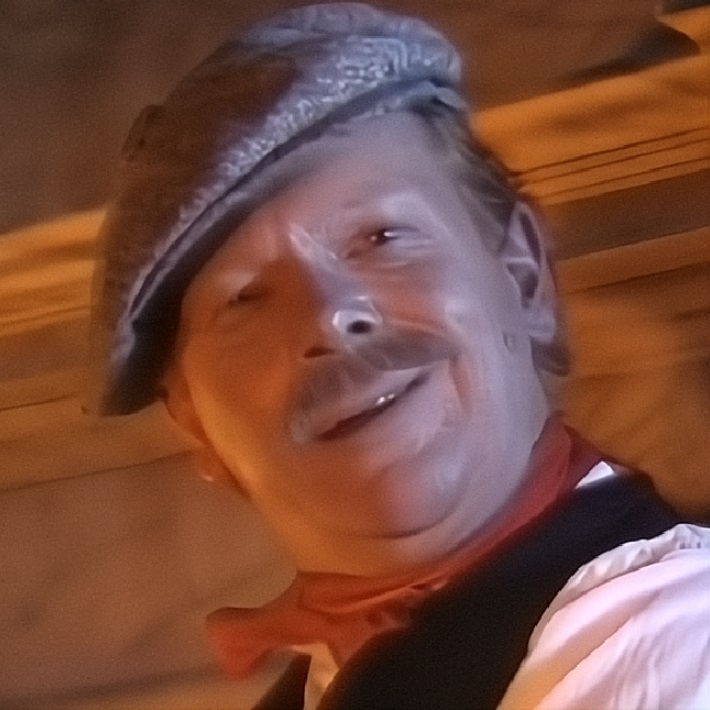
Ronald Lacey

Ronald Lacey (* 28. September 1935 im London Borough of Harrow, England; † 15. Mai 1991 in London, England) war ein britischer Film- und Theaterschauspieler.

## Leben
Während viele Aufzeichnungen den 28. September 1935 als Geburtsdatum Laceys angeben, gibt es auch solche, speziell die Nachrufe, die den 18. Juni 1935 nennen. Die Mehrzahl der Biografien stützt sich jedoch auf die erste Angabe. Der Brite mit walisischen Wurzeln arbeitete zunächst als Hilfsarbeiter am Königlichen Hof, bevor er die London Academy of Music and Dramatic Art besuchte. Kurz danach, 1962, erhielt er sein erstes Engagement im Royal Court Theatre. Seine Theaterkarriere führte Lacey sowohl auf britische, als auch US-amerikanische Bühnen. Am Broadway war er 1962 in Arnold Wesker Chips with Everything zu sehen.
Im Jahr 1960 gab Lacey sein Debüt im britischen Fernsehen und war anschließend regelmäßiger Darsteller in vielen Kino- und Fernsehproduktionen, meistens in Nebenrollen. Laceys Arbeit war lange beinahe ausschließlich auf britische Produktionen beschränkt. Er wirkte in den frühen 1970er-Jahren in der Fernsehserie Jason King in der wiederkehrenden Nebenrolle des Ryland mit.
International bekannt wurde Lacey 1981 durch seine Schurkenrolle im Indiana-Jones-Film Jäger des verlorenen Schatzes, wo er den nationalsozialistischen Major Arnold Toht mimte. In Indiana Jones und der letzte Kreuzzug spielte er 1989 den Reichsführer SS Heinrich Himmler. Er war im Verlauf der 1980er-Jahre auch in einigen weiteren berühmten Kinofilmen zu sehen, so Red Sonja und Camelot – Der Fluch des goldenen Schwertes.
Ronald Lacey war zweimal verheiratet. 1959 heiratete er die britische Schauspielerin Mela White, mit der er zwei Kinder bekam, die heute ebenfalls als Schauspieler tätig sind, Rebecca und Jonathan Lacey. Nach zwölf Jahren wurde die Ehe 1971 geschieden. Ein Jahr später, 1972, heiratete er die Schauspielerin Joanna Baker, mit der er bis zu ihrem Tod, 1989, verheiratet blieb. Mit ihr bekam Ronald Lacey sein drittes Kind, Sohn Matthew.
Bereits Anfang der 1980er Jahre wurde bei Lacey Krebs diagnostiziert. Seine Gesundheit verschlechterte sich von Jahr zu Jahr, bis die Krankheit auf seine Leber übergriff. Er starb 1991, im Alter von 55 Jahren, an Leberversagen.

## Filmografie (Auswahl)
- 1963: Doktor in Nöten (Doctor in Distress)
- 1964: Der Menschen Hörigkeit (Of Human Bondage)
- 1967: Tanz der Vampire (The Fearless Vampire Killers)
- 1967: Wie ich den Krieg gewann (How I Won the War)
- 1967–1968: Mit Schirm, Charme und Melone (The Avengers, Fernsehserie, 2 Folgen)
- 1969: Ein Pechvogel namens Otley (Otley)
- 1969: Randall & Hopkirk – Detektei mit Geist (Randall & Hopkirk (Deceased), Fernsehserie, 1 Folge)
- 1971: Macbeth
- 1971–1972: Jason King (Fernsehserie, 2 Folgen)
- 1973: Verrückt und gefährlich (The Final Programme)
- 1975: Die Füchse (The Sweeney, Fernsehserie, 1 Folge)
- 1976: Zwei nette Früchtchen (The Likely Lads)
- 1977: Charleston – Zwei Fäuste räumen auf (Charleston)
- 1979: Die letzte Offensive (Zulu Dawn)
- 1980: Nijinsky
- 1981: Jäger des verlorenen Schatzes (Raiders of the Lost Ark)
- 1981: Die kleine Welt des Don Camillo (The Little World of Don Camillo)
- 1982: Firefox
- 1983: Sahara
- 1983: Dotterbart (Yellowbeard)
- 1983: Der Hund der Baskervilles (The Hound of the Baskervilles) (Fernsehfilm)
- 1983: Hart aber herzlich (Fernsehserie, Folge Juwelenraub auf französisch)
- 1984: Zoff in der Hoover-Academy (Making the Grade)
- 1984: Buckaroo Banzai – Die 8. Dimension (The Adventures of Buckaroo Banzai Across the 8th Dimension)
- 1984: Camelot – Der Fluch des goldenen Schwertes (Sword of the Valiant)
- 1985: Flesh and Blood
- 1985: Red Sonja
- 1986: Mad Mission 4 – You Never Die Twice (Zui jia pai dang 4: Qian li jiu chai po)
- 1986: Blackadder (Fernsehserie, Folge Money)
- 1987: Das Zeichen 4 (The Sign of Four; Fernsehfilm)
- 1989: Indiana Jones und der letzte Kreuzzug (Indiana Jones and the last Crusade)
- 1989: Valmont
- 1991: Die Strauß-Dynastie (Strauss Dynasty; Fernseh-Miniserie)
- 1992: Fluch der Erinnerung (Landslide)